# Tadashi Mihara
Pour les articles homonymes, voir Mihara (homonymie).
Tadashi Mihara (三原 正, Mihara Tadashi) est un boxeur japonais né le 30 mars 1955 à Takasaki.

## Carrière
Champion d'Asie OPBF des super-légers entre 1979 et 1981, il remporte le titre vacant de champion du monde WBA de la catégorie le 7 novembre 1981 après sa victoire aux points contre Rocky Fratto. Mihara perd son titre dès le combat suivant face à Davey Moore le 2 février 1982. Il s'empare du titre japonais la même année et jusqu'en 1984 avant de mettre un terme à sa carrière en 1985 sur un bilan de 24 victoires et 1 défaite.